# 反应堆安全系统
美國核能管理委員會(NRC)規定反應堆安全糸統的3個主要目標分別是關閉反應堆，維持反應堆在可關閉狀態和防止放射性物質泄漏。

## 反應堆保護糸統(RPS)
反應堆保護系統(RPS)旨在立刻停止核反應。停止鏈式反應所產生的熱。其他糸統可移除反應堆堆芯的衰變熱。所有核電廠都有一些保護糸統。

### 控制棒
控制棒是一系統的棒，並不是單一的，它可以迅速插入反應堆來吸收中子，終止核反應。它們通常由錒系元素，鑭系元素，過渡金屬和硼組成， 采用各种合金以及钢等结构背衬。除了中子吸收剂之外，所使用的合金还需要至少具有低热膨胀系数，以確保它們在高溫下不會卡着，并且它们必须是金属对金属的自润滑，因為在反應堆的溫度下，油很快會结垢。

### 安全注水/備用冷卻劑控制
沸水反应堆能够在其控制棒的帮助下完全停止反应堆。 在发生冷却剂损失事故 ( LOCA ) 的情况下，主冷却系统的水损失可以通过泵入冷却回路的正常水来补偿。由硼酸組成的溶液被備用冷卻劑控制糸統(Standby Liquid Control system, SLC)迅速地注入反應堆，硼酸是一種中子毒物，可吸收中子，以停止反應堆的鏈式反應。 
壓水堆可以利用控制棒進行使用緊急停堆。壓水堆也是利用硼酸來精確詷節反應堆的功率或利用化學品和體積控制系統(Chemical and Volume Control System, CVCS)來詷整反應堆的反應性。就 LOCA 而言，PWR 具有三个备用冷却水源，即高壓注水(HPI)、低壓注水(LPI) 和堆芯溢流罐 (CFT)。 他们都使用高浓度硼的水。

## 必要冷卻水系統

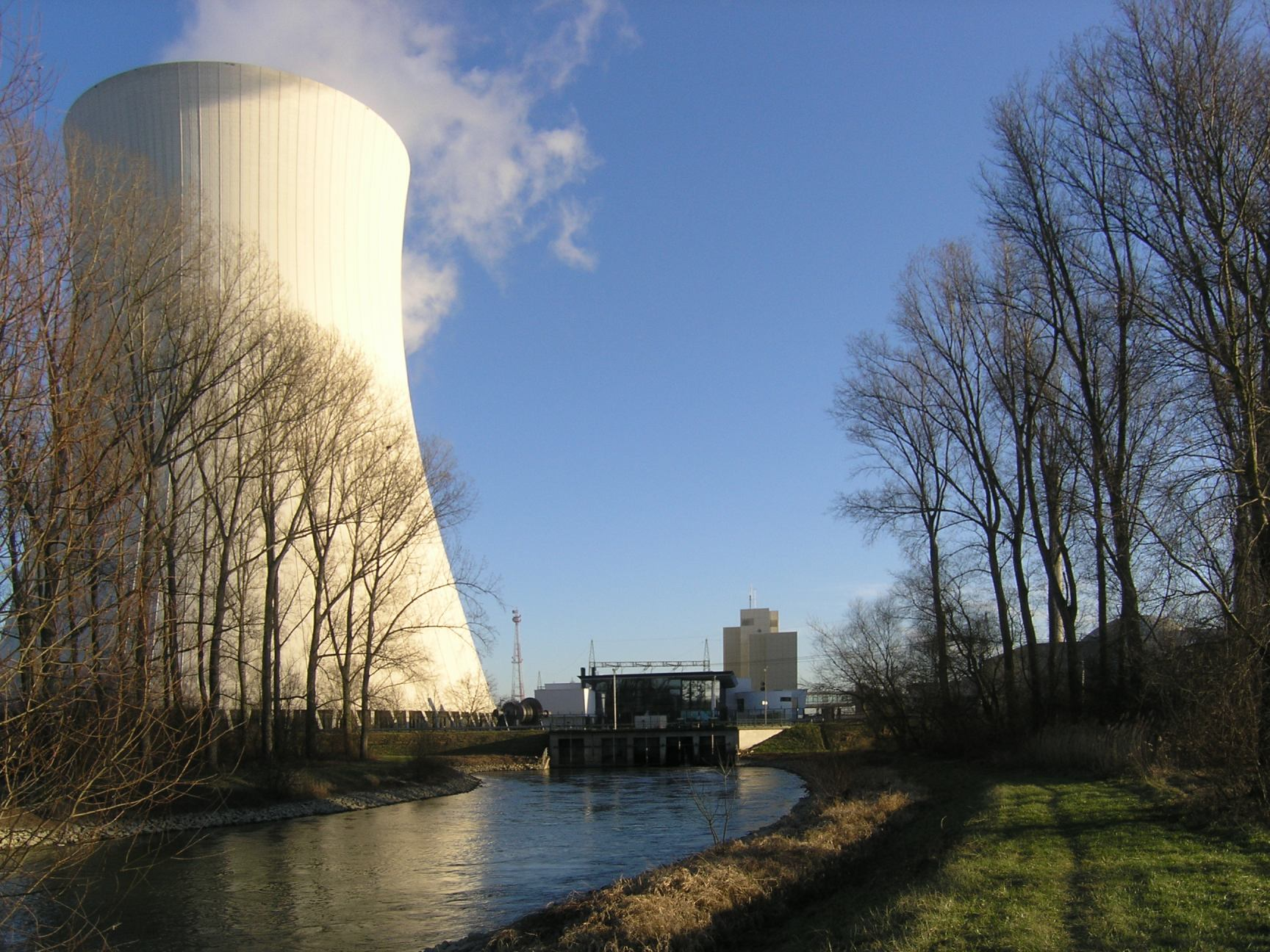
德国菲利普斯堡核电站冷却塔

必要冷卻水系統(Essential Service Water System, ESWS)是熱散失至環境前，循環於冷卻熱交換器和核電廠其他組件的冷卻水。因為這糸統包含移除基本系統和乏核燃料的衰變熱，所以，ESWS是至關重要的安全系統。 由於這些水取自在鄰近的河川，海洋與其他水體之中，系統會被水草，海岸生物，油，冰，垃圾所污染。  在沒有大量水體來散熱的地方，水會由冷卻塔冷卻，循環。
在1999年Blayais核電廠洪水事故中，ESWS半數水泵故障是其中一個危及安全的因素，  在2011年福島第一，第二核電站事故期間，ESWS全數水泵故障。

## 緊急爐心冷卻系統
緊急爐心冷卻系統(英語：Emergency Core Cooling Systems, ECCS)是核子反應堆的必要設備，旨在發生狀況時，能安全地關閉反應爐。如反應堆的冷卻系統出現問題（像是發生冷卻劑流失事故時）之際即時注入大量冷卻劑至爐心，作出反應並引入冗餘，即使一個或多個子糸統發生故障時也能安全地關閉反應爐，防止爐心熔毀及避免放射性物質外釋。在大多數核電廠，ECCS由以下的糸統組成:

主動緊急爐心冷卻系統(ECCS): A-安全殼內的區域，B-安全殼外的區域，1-ECCS 的水箱，2-ECCS的低壓水泵，3-止回閥，4-排水井，5-熱交換器，6-ECCS 的水箱，7-ECCS的高壓水泵，8-安全殼結構牆，9-向反應堆輸出的水。1和2形成高壓冷卻劑注入糸統，6和7形成低壓冷卻劑注入糸統。

### 高壓冷卻劑注入糸統
高壓冷卻劑注入糸統(High Pressure Coolant Injection system, HPCI)當反應爐壓力上升時(發生意外或其他)，由一個或多個有足夠壓力把冷卻劑注入反應爐壓力糟的水泵所組成。它旨在監測反應堆壓力糟中冷卻劑的水位，當水位下跌至一定水平後進行自動注入冷卻劑。這糸統通常是反應堆的第一道防線，即使壓力糟處於高壓，但它依然可用。

### 自動減壓糸統

被動緊急爐心冷卻系統(ECCS):1-反應堆堆芯，2-控制棒，3-基本冷卻回路的”熱”水管道，4-基本冷卻回路的”冷”水管道，5-入水口，6-混合室底部，7-ECCS水箱，8-止回閥，9-發電機，10-基本冷卻回路管道爆裂，11-冷卻劑水泵，12-反應堆壓力槽。

自動減壓糸統(Automatic Depressurization System, ADS) 由一系列閥門組成，在壓力抑制型安全殼內的大水池(如濕井)數尺之下打開以泄壓(常見於沸水堆的設計)，在其他安全殼類型中，直接通往主要阻圍結構，如大型乾式或冰凝式冷凝器容器(常見於壓水堆的設計)。閥門啟動對反應堆壓力槽進行排氣/減壓時，允許低壓冷卻劑注入糸統運行，與高壓系統相比，低壓冷卻劑注入系統具有非常大的容量。有些減壓糸統是自動運行，而有些需要操作員手動啟動。在有大型乾式或冰凝式冷凝器容器的壓水堆中，糸統的閥門也被稱為先導式排氣閥。

### 低壓冷卻劑注入糸統
低壓冷卻劑注入糸統(Low Pressure Coolant Injection system, LPCI)是一個由一個水泵組成的應急糸統，反應堆壓力槽減壓後注入冷卻劑。有些核電廠的低壓冷卻劑注入糸統是餘熱移除糸統(Residual Heat Removal system, RHR)的一種操作模式，通常被稱為LPCI的並不是獨立的閾門或糸統。
西屋的壓水反應堆的緊急爐心冷卻系統包含低壓注水系統（即只能在低壓環境注水至爐心的系統）、高壓注水系統（可以在高壓環境下注水至爐心的系統）及蓄壓槽（在爐心的壓力降低時，蓄壓槽裏的硼酸水會自動注入爐心）。

### 反應堆堆芯噴水糸統(只適用於沸水堆)
這糸統利用反應堆壓力槽內的噴水器(裝有許多小噴嘴的管道)，直接對核燃料噴水，抑制蒸汽的產生。反應堆的設計可在高壓和低壓模式下進行堆芯噴水。

### 安全殼噴水糸統
該糸統是由一糸列水泵和噴頭組成，它可把冷卻劑噴至主要阻圍結構的內上部分。它旨在主要阻圍結構內冷凝蒸汽至液體，為了避免壓力和溫度過高，而導致的洩漏，其次是非自行減壓。

### 隔離冷卻系統
該糸統通常由蒸汽渦輪機所推動，以提供充足的水來冷卻反應堆。在沒有異地電源，電池電源，應急發電機的情況下，利用蒸汽渦輪機轉動的慣性，進行可控調節來推動冷卻水水泵。隔離冷卻系統是遇到停電時的防禦糸統。這並不是ECCS糸統的一部分，也不具有低冷卻液水位事故起作用。在壓水堆中，這糸統作用於第二冷卻迴路，被稱為渦輪推動輔助供水糸統。

## 緊急電力糸統
在正常的情況下，核電廠從發電機取得電源，但發生意外時，電廠可能會失去正常取得電源的途徑，因此它可能需要發電提供電源以支持緊急糸統。緊急電力糸統通常由柴油發電機和電池組成。

### 柴油發電機
柴油發電機在緊急狀況下提供電源，在緊急狀況下它們的大小通常使一台柴油發電機可以提供足夠整座核電廠關閉的電源。核電廠有多個柴油發電機作冗餘。另外，關閉反應堆所用的系統具有獨立的電源（通常是獨立的發電機），因此它們不會影響停機能力。

### 電動發電機飛輪
突然發生的停電可損毀廠內設施，為了防止損毀廠內設施，電動發電機可與飛輪相連，向設備提供短時間不間斷的電力供應。它們通常提供短時間的電力供應直至核電廠的電力供應可切換至電池或柴油發電機電源。

### 電池
電池通常構成最後冗餘備用電力系統，它們可提供充足電源以關閉核電廠。

## 阻圍糸統
阻圍糸統旨在防止放射性物質泄漏至環境。

### 核燃料包覆層
核燃料包覆層是核燃料的第一層防線，它包圍核燃料，旨在保護核燃料免受腐蝕，在反應堆冷卻迴路中擴散。在大多數的核反應堆中，它們都由金屬或陶瓷表層密封。亦有助於困着核分裂產物，尤其是在反應堆工作溫度下呈氣態的核分裂產物，如氪，氙，碘。包覆層並不構成屏障，必須使其盡可能吸收較少的輻射。基於上述原因，金屬如鎂，鋯等有低中子捕獲截面的材料被用作核燃料包覆層。

### 反應堆壓力槽
反應堆壓力槽是核燃料周圍的第一層屏蔽層，困着大部分在核反應過程中釋放的輻射。反應堆壓力槽的設計能承受高壓。

### 主要阻圍
主要阻圍糸統通常由大型金屬，混凝土結構(有圓柱形或球形)組成，包含反應堆壓力槽。在大多數反應堆中，它還包含放射性污染系統。主要阻圍糸統的設計可承受因反應堆壓力槽洩漏或手動泄壓而造成的強大內壓。

### 次要阻圍
有些核電廠有次要阻圍糸統，它包含主要阻圍糸統。這在沸水堆中十分常見，因為大部分蒸汽糸統，渦輪機，都含有放射性物質。

### 堆芯捕捉器
在堆芯完全融毀的情況下，大部分核燃料會止步於主要阻圍體的混凝土地板。混凝土可氶受高溫，所以厚的主要阻圍混凝土地板有充足的保護。切爾諾貝爾核電站並沒有安全殼，但是融毀的堆芯最終停於混凝土地基。由於擔憂堆芯會融穿混凝土層，發明了一個名為「堆芯捕捉器」(英語:Core catcher)的工具，並很快在核電廠下方挖了一個洞，打算安裝堆芯捕獲器的設備。該設備包含一定量預計融化的金屬，稀釋含燃料物質(英語:Corium/Fuel-containing material, FCM)和増加熱的傳導性，稀釋的金屬物質可由樓層的冷卻循環冷卻。
時至今日，所有俄羅斯設計的新核反應堆在安全殼的底部都配有堆芯捕撈器。
歐洲壓水反應堆(EPR)，SNR-300，SWR1000，ESBWR和Atmea I 反應堆都配有堆芯捕撈器。

## 備用氣體處理
備用氣體處理糸統(Standby Gas Treatment System, SGTS)是次要阻圍糸統的一部分。備用氣體處理糸統從次要阻圍中抽送並過濾空氣至自然環境，在次要阻圍內保持負壓狀態以限制放射性物質的排放。
每個SGTS通常由一個除霧器/粗濾器，電熱器，前置過濾器，兩個高效濾網過濾器，一個活性炭過濾器，排氣扇，閾門，管道，氣閘，儀表和控制儀器組成。觸發 SGTS 系統的信號是因不同核電廠而異，但是自動跳閘通常與電熱器和木炭過濾器中的高溫條件有關。

## 通風與放射性保護
發生放射性物質泄漏的情況下，大部分核電廠都有去除空氣中放射性物質的糸統，以減少放射性物質泄漏對廠內人員和公眾的影響。這糸統通常由安全殼通風組成，以從基本阻圍中移除蒸汽、放射性物質。控制室通風確保操作員受到保護。這糸統通常由活性炭過濾器組成，以空氣移除中的放射性同位素。